# Hidrofor
Hidrofor je uređaj koji omogućuje dopremu vode na više visine iz cisterne, bunara ili gradskog vodovoda. Svi hidrofori rade tlakom od najmanje 8 atmosferâ. Tim tlakom se vodu može dopremiti na visine i do 80 metara. Hidrofor je najbolje smjestiti na najnižu razinu ili podrumsku prostoriju.

## Hidraulički akumulator
Hidraulički akumulator je posuda koja iz hidrauličkog pogona preuzima izvjestan volumen hidrauličkog fluida pod tlakom, pa prema potrebi taj fluid vraćaju u sustav. Svrha i zadaci hidrauličkih akumulatora su sljedeći:
- pohranjivanje rezerve fluida pod tlakom. Time se omogućava odabir učina ili kapaciteta hidrauličke pumpe prema prosječnim potrebama sustava, a vršna opterećenja (razlika između trenutno potrebnog protoka i maksimalnog protoka pumpe) pokrivaju se rezervom iz akumulatora;
- napajanje sustava za slučaj nužde. U slučaju kvara pumpe, akumulator preuzima napajanje sustava kako bi se mogao završiti već započeti radni ciklus;
- kompenzacija curenja, to jest nadoknađivanje gubitaka curenja fluida iz hidrauličkog pogona;
- Izjednačavanje volumena. Djeluje kao ekspanzijska posuda; preuzima višak volumena fluida koji nastaje zbog zagrijavanja fluida (toplinsko istezanje), čime se izbjegavaju oštećenja zatvorenog sustava;
- smanjivanje vršnih tlakova prilikom trenutačnog uključivanja uređaja;
- prigušivanje pulsacija: smanjivanje nejednolikosti protoka i tlaka volumenske pumpe;
- iskorištavanje energije kočenja: akumulator prilikom punjenja preuzima energiju tereta koji se koči;
- uloga opruge/amortizera: akumulator može održavati tlak u sustavu i preuzimati hidrauličke udare (aktivni ovjes, održavanje nategnutosti užadi);
- za kočenje u nuždi.

### Podjela
Tlak fluida u akumulatoru može se održavati pomoću klipa s utegom ili oprugom, a u praksi najčešće se koriste akumulatori s plinom (dušikom) pod tlakom. Zato se uglavnom koristi plin dušik, a zrak nije dozvoljen zbog opasnosti od eksplozije. Plin i radni fluid redovito su odvojeni stjenkom, a prema tipu stjenke razlikuju se: hidraulički akumulatori s klipom, hidraulički akumulatori s membranom i hidraulički akumulatori s mijehom.

#### Hidraulički akumulator s klipom
Plin i radni fluid smješteni su u cilindru i razdvojeni slobodno pokretnim (letećim) klipom. Koriste se za relativno velike volumene i protoke. Tlak pretpunjenja (plin zauzima maksimalni mogući volumen Vo) označit će se s p0, a minimalni i maksimalni dopušteni radni tlak p1 i p2 respektivno (odgovarajući volumeni plina su V1 i V2). Za akumulatore s klipom maksimalni omjer tlakova p0 : p2 = 1 : 10. Tlak pretpunjenja plina p0 treba biti 5 bara niži od minimalnog radnog tlaka fluida p1.

#### Hidraulički akumulator s membranom
Hidraulički akumulator s membranom ima oblik kugle, koja je na sredini vodoravno podijeljena elastičnom membranom ,koja dijeli volumen ulja i plina. Koristi se za manje volumene, često za kompenzaciju vršnog tlaka ili za smanjivanje nejednolikosti protoka i tlaka. Maksimalni odnos tlakova ponovo iznosi 1:10.

#### Hidraulički akumulator s mijehom
Hidraulički akumulator s mijehom sastoji se od čelične posude ispunjene uljem, u kojoj se nalazi elastični mijeh prethodno napunjen plinom. Plin se puni kroz gornji ventil, a na (donjem) priključku za ulje smješten je tanjurasti ventil, koji sprječava izlaz mijeha i štiti ga od oštećenja. Ako je tlak ulja veći od tlaka plina, ulje kroz tanjurasti ventil ulazi u akumulator, smanjuje se volumen mijeha, a plin se komprimira. Ovaj tip akumulatora odlikuje se apsolutnim brtvljenjem plin-ulje, i brzim reagiranjem (zanemariva tromost). Maksimalni odnos tlakova iznosi 1:4. Apsolutni tlak pretpunjenja plina p0 mora iznositi 70 - 90% minimalnog radnog tlaka fluida p1, čime se sprječava stalni dodir mijeha i tanjurastog ventila i moguća oštećenja.

### Propisi za hidrauličke akumulatore
Hidraulički akumulatori podliježu propisima za posude pod tlakom, koji između ostalog propisuju:
- akumulator mora imati odgovarajući manometar;
- akumulator mora imati sigurnosni ventil koji se ne može isključiti niti neovlašteno podešavati;
- u dovodni vod mora se ugraditi ručni zaporni ventil;
- akumulator se mora ispitati (način ispitivanja zavisi od maksimalnog radnog tlaka).